# Þorkell Eyjólfsson
Þorkell Eyjólfsson (Thorkel, 979 – 1026) fue un caudillo vikingo y goði de Helgafell, Munkaþverá, en Eyjafjarður, en Islandia. Hijo de Eyjólfur Þórðarson, es un personaje en la saga de Laxdœla donde aparece como cuarto marido de la protagonista, Guðrún Ósvífursdóttir, y padre adoptivo de Thorleik y Bolli Bollason, a quienes apreciaba profundamente, especialmente a Bolli. Tras la tragedia de la muerte del tercer marido de Guðrún, Bolli Þorleiksson, Þorkell administró las propiedades heredadas con precisión. 
Þorkell viajaba mucho a Noruega y era partidario de Olaf II el Santo con quien permanecía largas temporadas a su servicio. A su regreso, siempre que podía, pasaba su estancia en Islandia en la hacienda de su primo Thorsteinn Kuggason. Según la saga, murió ahogado durante un naufragio el 7 de abril de 1026. 
El personaje también aparece en Bjarnar saga Hítdœlakappa, Fljotsdæla saga, saga de Grettir, Gunnars þáttr Þiðrandabana, Steins þáttr Skaftasonar, Þórarins þáttr Nefjólfssonar y Þórðar saga hreðu.